# Sẻ đồng nước

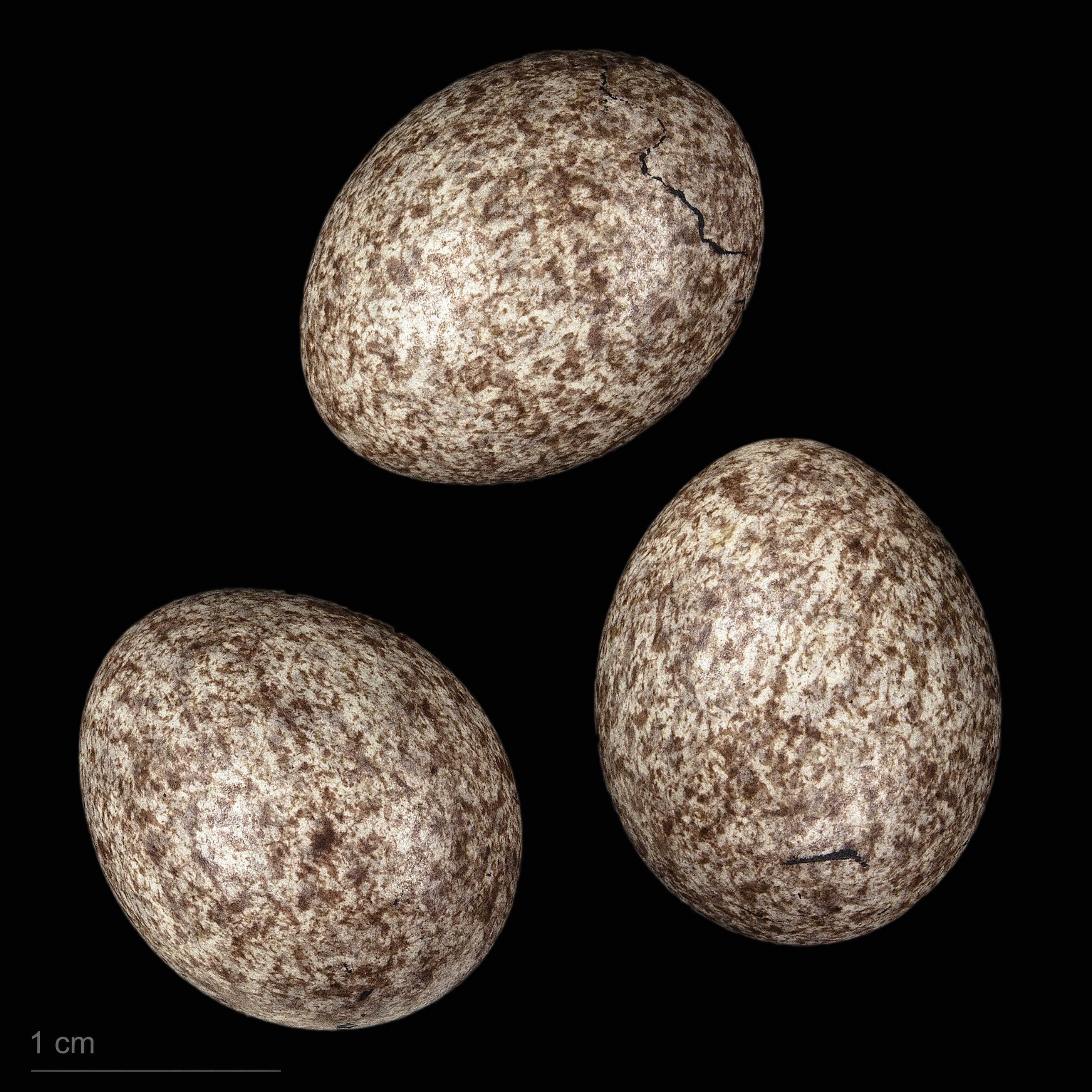
Anthus spinoletta spinoletta

Sẻ đồng nước (danh pháp hai phần: Anthus spinoletta) là một loài chim trong họ Motacillidae. Loài này sinh sản ở những vùng núi thuộc Nam Âu và phía nam của vùng ôn đới thuộc châu Á qua Trung Quốc. Chúng di cư một quảng đường ngắn để đến các vùng đất thấp như các đầm lầy và các cánh đồng ngập nước vào mùa đông.
Trước đây loài này bao gồm cả phân loài mà hiện được tách ra thành các loài riêng là sẻ đồng đá và sẻ Bắc Mỹ. Sẻ đồng đá có quan hệ gần với sẻ đồng nước hơn so với sẻ Bắc Mỹ về hình dạng bên ngoài  và đặc điểm phân tử.